# Marianne Rasmuson
Marianne Toyoko Rasmuson, född Essén 2 oktober 1921 i Tokyo, är en svensk genetiker och professor emerita i genetik vid Umeå universitet.

## Biografi
Marianne Rasmuson föddes i Tokyo, där hennes far Rütger Essén var chargé d'affaires 1920–1921. Hennes mor, Ingeborg Nordström, var översättare och förlagsredaktör. Hon var syster till Bengt Essén.
Rasmuson studerade naturvetenskapliga ämnen vid Stockholms högskola och blev filosofie licentiat 1948 samt filosofie doktor 1955. Samma år blev hon docent vid Uppsala universitet, där hon från 1964 var forskardocent. Från 1969 var hon biträdande professor i genetik vid den matematisk-naturvetenskapliga fakulteten vid Umeå universitet, där hon var professor mellan 1979 och 1987.
Under sin karriär studerade Rasmuson under Gert Bonnier, tillsammans med sin make Bertil Rasmuson och Claes Ramel. Tillsammans lade de grunden för forskningsfältet Drosophila-genetik i Sverige.
Rasmuson blev ledamot av Kungliga Vetenskapsakademien 1980 och mottog Oscarspriset 1965.
Rasmuson har även återkommande skrivit artiklar i Svenska Dagbladet, bland annat om håravfall och pandemier.
Rasmuson var från 1945 gift med Bertil Rasmuson, som avled 2002. Bland makarnas sex barn märks professor Torgny Rasmuson, professor Åsa Rasmuson-Lestander och Svante Rasmuson.